# Autostrada A680 (Franța)
Autostrada A680, sau A680, este o autostradă scurtă din Franța, ramificație a A68, care leagă aceasta din urmă de drumul departamental D20 (31) în direcția Castres. Face parte din axa Toulouse - Castres.
Această autostradă are caracteristici reduse (2×1 benzi) și este concesionată companiei ASF. Este integrată în sistemul de taxare deschis al A68 și nu are bariere de taxare.

## Istoric
Declarație de utilitate publică:
- 28.12.1993: Întregul traseu al autostrăzii (A68 - D20)[1], prima bandă de rulare.
- 22.12.2017: Întregul traseu al autostrăzii (A68 - D20)[2], a doua bandă de rulare și nodul rutier de la Verfeil.

Punere în serviciu
- 05.11.1996: Întregul traseu al autostrăzii (A68 - D20).

## Traseu
| De la A68 până la D20; secțiune cu taxă (sistem deschis al A68) concesionată companiei ASF. |                                                                          |            |
| A68                                                                                         |                                                                          |            |
| Intersecție                                                                                 | Nod rutier între A68 și A680: Gaillac, Albi, Rodez (nod rutier parțial). | A68        |
| A680                                                                                        |                                                                          |            |
| D20 - Gragnague                                                                             | Orașe deservite: Gragnague (nod rutier parțial).                         | RD20       |
| A680                                                                                        |                                                                          |            |
|                                                                                             | Puylaurens, Castres, Mazamet                                             | RD20 RN126 |
| Verfeil                                                                                     | RD112                                                                    |            |